# Хальмерью
Хальмерью — река в России, протекает в Ненецком автономном округе. Устье реки находится в 74 км по правому берегу реки Куя. Длина реки составляет 74 км.

## Данные водного реестра
По данным государственного водного реестра России относится к Двинско-Печорскому бассейновому округу, водохозяйственный участок реки — Печора от водомерного поста Усть-Цильма и до устья, речной подбассейн реки — бассейны притоков Печоры ниже впадения Усы. Речной бассейн реки — Печора.
Код объекта в государственном водном реестре — 03050300212103000084541.